# 서울상수초등학교
서울상수초등학교는 대한민국 서울특별시 노원구에 있는 공립 초등학교이다.

## 학교 연혁
- 1988년 10월 8일 서울상수초등학교 개교
- 1990년 2월 17일 제1회 졸업식(196명)
- 2001년 4월 18일 강당 개관식 및 자매결연(중국 양수진 중심소학교)
- 2008년 3월 2일 제6대 이신원 교장 부임
- 2013년 10월 10일 급식실 및 식당 증축
- 2013년 11월 5일 도서실 리모델링
- 2014년 8월 20일 제2과학실 증축
- 2016년 3월 2일 제8대 김도연 교장 부임
- 2022년 3월 2일 제9대 엄길미 교장 부임

## 참고 자료
- 서울상수초등학교 - 한국교육학술정보원 학교알리미